# Marching for Liberty
Marching for Liberty treći je studijski album mađarskog power metal sastava Wisdom. Album je 23. rujna 2013. godine objavila diskografska kuća Noise Art Records, dok ga je u Mađarskoj tjedan dana kasnije objavio Nail Records.

## Popis pjesama
| 1.    | »World of the Free«    | Mate Molnar               | Gabor Kovacs              | 0:44 |
| 2.    | »Dust of the Sun«      | Balazs Agota, Mate Molnar | Balazs Agota, Mate Molnar | 3:55 |
| 3.    | »War of Angels«        | Mate Molnar               | Gabor Kovacs              | 3:36 |
| 4.    | »Failure of Nature«    | Mate Molnar               | Gabor Kovacs              | 4.15 |
| 5.    | »The Martyr«           | Mate Molnar               | Gabor Kovacs              | 3:04 |
| 6.    | »God Rest Your Soul«   | Mate Molnar               | Gabor Kovacs              | 3:18 |
| 7.    | »Take Me to Neverland« | Mate Molnar               | Gabor Kovacs              | 3:59 |
| 8.    | »Wake Up My Life«      | Mate Molnar               | Gabor Kovacs              | 3:22 |
| 9.    | »My Fairytale«         | Mate Molnar               | Gabor Kovacs              | 3:50 |
| 10.   | »Have No Fear«         | Mate Molnar               | Gabor Kovacs, Gabor Nagy  | 4:32 |
| 11.   | »Live like a Beast«    | Mate Molnar               | Gabor Kovacs              | 3:42 |
| 12.   | »Marching for Liberty« | Mate Molnar               | Gabor Kovacs              | 8:08 |
| 43:25 |                        |                           |                           |      |

## Zasluge
Wisdom
- Gabor Nagy - vokali
- Gabor Kovacs - gitara
- Mate Bodor - gitara
- Mate Molnar - bas-gitara
- Balazs Agota - bubnjevi

Gostujući glazbenici
- Fabio Lione - prateći vokal na "Marching for Liberty"
- A la cARTe choir - zbor

Ostalo osoblje
- Gabor Kovacs - producent, inženjer, mastering
- Gabor Noniusz - inženjer
- Gyula Havancsak - omot albuma
- Wisdom photo studio - fotografija